# Aéroport d'Oum Hadjer
L'aéroport d'Oum Hadjer est un aéroport d'usage public situé près d’Oum Hadjer dans la région du Batha au Tchad.